# Badr Hari
Badr Hari (Spitzname Golden Boy oder auch Bad Boy, * 8. Dezember 1984 in Amsterdam) ist ein niederländisch-marokkanischer K-1-Kämpfer. Er stammt aus dem Muay-Thai-Kampfsportbereich und tritt auch bei It’s Showtime-Kämpfen auf. Er kämpft für Mike’s Gym, sein Trainer ist Mike Passenier.

## K-1-Karriere
Badr Hari hatte sein K-1-Debüt bereits mit 19 Jahren, als er am 20. Mai 2004 gegen Aziz Khattou kämpfte und diesen in der zweiten Runde ausknocken konnte. Auch seinen zweiten Kampf konnte Hari erfolgreich bestreiten, als er am 16. April 2005 gegen Vitali Akhramenko beim K-1 Italy Grand Prix in Mailand gewann. Knapp zwei Monate später folgte die erste Niederlage für Hari, bei der er vom Deutschkroaten Stefan Leko bereits nach 105 Sekunden ausgeknockt wurde. Am 19. November 2005 folgte die Revanche gegen Leko durch einen KO-Sieg in der zweiten Runde mittels eines High-Kicks. Nach zwei vorzeitigen Niederlagen im Jahre 2006 gegen Peter Graham sowie Ruslan Karajew, gewann Hari sechs Kämpfe in Folge. Zu den Geschlagenen gehörten auch seine ehemaligen Bezwinger Graham und Karajew.
Am 29. September 2007 erreichte Hari seinen bis dato größten Erfolg, als er beim „K-1-World-Grand-Prix Elimination“ in Seoul Doug Viney durch KO-Sieg in der zweiten Runde bezwang und sich somit erstmals für das am Jahresende stattfindende K-1-World-Grand-Prix-Finale in Yokohama qualifizierte. Bei seinem Debüt am 8. Dezember 2007 musste Badr Hari jedoch bereits in seinem ersten Kampf die Segel streichen, als er gegen den favorisierten zweifachen Titelträger Remy Bonjasky einstimmig nach Punkten verlor.
Nach dieser Enttäuschung blieb Badr Hari im Jahre 2008 sechs Kämpfe in Folge ungeschlagen, wobei er seine Gegner in der Regel vorzeitig besiegen konnte. Einzige Ausnahme war die „K-1-World-Grand-Prix-Elimination“, als Hari am 27. September auf den 2,18 Meter großen Lokalmatadoren Choi Hong-man traf und von einer Verletzung des Südkoreaners profitierte.
Im K-1-World-Grand-Prix-Finale 2008 traf Hari in seiner ersten Begegnung auf den dreifachen Titelträger und Routinier Peter Aerts, den er nach überlegener Kampfesführung durch Abbruch in der zweiten Runde bezwang. Im Halbfinale folgte ein weiterer Sieg, als er Errol Zimmerman in der dritten Runde durch einen rechten Punch ausknocken konnte. Den Endkampf bestritt Hari gegen Remy Bonjasky, gegen den er im Vorjahr im Viertelfinale unterlegen war.
Bei seinem ersten Auftritt nach seiner Disqualifikation beim World-Grand-Prix-Finale knapp drei Wochen später musste sich Hari gegen Alistair Overeem zum vierten Mal in seiner Karriere durch K. o. geschlagen geben. Am 16. Mai 2009 nahm Hari an der Veranstaltung „It’s Showtime“ in Amsterdam teil, wo er im Kampf um den „It’s Showtime Heavyweight World“-Titel den bis dato dreifachen K-1-World-GP-Champion Semmy Schilt durch K. o. in der ersten Runde bezwang. Am 26. September folgte Haris 22. Sieg in einem K-1-Kampf, als er den Belarussen Zabit Samedov in der ersten Runde ausknocken und sich somit für das Grand-Prix-Finale 2009 qualifizieren konnte.
Wie auch im Jahr zuvor gehörte Badr Hari zum Favoritenkreis des K-1-World-Grand-Prix-Finales 2009. Dies schien sich bereits in der Auftaktbegegnung zu bestätigen, als Hari Ruslan Karajew nach 38 Sekunden durch K. o. bezwang. Im zweiten Kampf traf Hari auf Alistair Overeem, gegen den er seine letzte Niederlage einstecken musste. Hari revanchierte sich für seine K.o.-Niederlage aus dem Vorjahr und schlug diesmal Overeem durch Abbruch in der ersten Runde. Im Finale traf Hari auf Semmy Schilt, der seinerseits Wiedergutmachung für seine im Mai erlittene K.o.-Niederlage wollte. Obwohl Hari erneut den schnellen K. o. suchte, musste er sich diesmal der physischen Überlegenheit seines Gegners beugen und wurde bereits nach kurzer Zeit auf die Bretter geschickt. Nach zwei weiteren Niederschlägen in der ersten Runde wurde Hari vom Ringrichter aus dem Kampf genommen. Während Hari damit seinen ersten Triumph beim Grand-Prix-Finale erneut verpasste, konnte sich Schilt zum vierten Mal die Krone aufsetzen und mit dem bisherigen Rekordtitelträger Ernesto Hoost gleichziehen.
Im Dezember 2016 kam es zum Kampf gegen Glory-Champion Rico Verhoeven, bei dem Hari aufgrund eines Armbruchs in der zweiten Runde aus dem Kampf genommen werden musste. Am 3. März 2018 siegte er einstimmig gegen Hesdy Gerges, gegen den er im Jahr 2010 verloren hatte. Der Sieg gegen Gerges wurde  später in Unentschieden geändert, nachdem bekannt wurde, dass Hari positiv auf einen Drogentest getestet wurde. Hari wurde danach für 19 Monate suspendiert.

## Privates

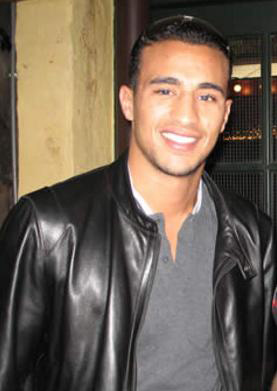
Badr Hari, 2007

2012 wurde Badr Hari wegen des Vorwurfes der schweren Körperverletzung in Untersuchungshaft genommen. Anfang 2013 kam er gegen Kaution frei und bestritt zwei Kämpfe gegen Zabit Samedov. Im Januar 2014 wurde er zu einer vierjährigen Haftstrafe verurteilt. Bei der Revision 2017 vor dem obersten Gericht der Niederlande wurde er endgültig zu zwei Jahren Haft verurteilt, von denen zehn Monate auf Bewährung ausgesetzt wurden. Unter Anrechnung der bereits verbüßten Haft musste er noch weitere sechs Monate ins Gefängnis.
Hari war mit Estelle Cruyff liiert, einer Nichte von Johan Cruyff. Mit dem Model Daphne Romani hat er eine Tochter.

## Titel
- WPKL Holländischer Muay-Thai-Meister 2002
- K-1 Schwergewichtsweltmeister 2007/2008 -100 kg. (diesen Titel hat er durch das K1-Komitee am 17. Dezember 2008 wegen Disqualifizierung im K-1 GP 2008 aberkannt bekommen)
- K-1 GP 2008 Finalist (verlor gegen Remy Bonjasky)
- It’s Showtime Schwergewichtsweltmeister 2009 in Amsterdam Arena gegen Semmy Schilt 1. Runde KO
- K-1 WGP 2009 Finalist (verlor gegen Semmy Schilt)
- It’s Showtime Schwergewichtsweltmeister 2010 in Prag 02 Arena gegen Mourad Bouzidi 2. Runde KO